# مزار الغريب (جيشان)

تعديل مصدري - تعديل

مزار الغريب هي إحدى قرى عزلة جيشان بمديرية جيشان التابعة لمحافظة أبين، بلغ تعداد سكانها 39 نسمة حسب تعداد اليمن لعام 2004.